# Канонерские лодки типа «Дуранго»
 «Дуранго»  — тип канонерских лодок, строившихся в 1933—1936 годах для ВМС Мексики. Построено два корабля — «Дуранго» и «Калво Сотело» (первоначально — «Закатекас»).
«Дуранго» в 1936 году вступил в состав ВМС Мексики, прослужил до 2001 года и преобразован в музей.
«Закатекас» реквизирован франкистами во время Гражданской войны в Испании, переименован в «Калво Сотело». Списан в 1957 году.

## Представители проекта
| Наименование                               | Операторы | Заложен    | Начало службы | Конец службы                                                                                          |
| ------------------------------------------ | --------- | ---------- | ------------- | --- |
| «Дуранго» («Durango»)                      | Мексика   | 28.10.1933 | 14.07.1936    | В 2001 году планировалось переоборудовать в корабль-музей. Проект не реализован, в 2009 году списана. |
| Калво Сотело («Zakatecas», «Kalvo Sotelo») | Испания   | 29.11.1933 | 30.08.1938    | Списан в 9.04.1957 году                                                                               |